# 赤衣丸歩郎
赤衣 丸歩郎（あかい まるぼろう）は、日本の漫画家。男性。埼玉県出身。
ペンネームはたばこなどのブランド「Marlboro」から取っている。同人活動では「赤Marl」のペンネームで、サークル名は「赤いマルボロ」。2004年から連載が開始された『仮面のメイドガイ』が商業デビュー作となる。

## 人物
好きな悪役令嬢ものの漫画作品に『悪役令嬢Lv99』『ツンデレ悪役令嬢リーゼロッテと実況の遠藤くんと解説の小林さん』を挙げている。2023年10月ごろに好きな漫画作品は、『レッド・ブルー』。

## 作品リスト

### 漫画
- 仮面のメイドガイ（『月刊ドラゴンエイジ』2004年12月号[2] - 2012年4月号、全15巻）
- ゴルフ13（『マガジンイーノ』2009年1号（創刊号[4]） - 2011年14号、全4巻）
- ブラック嫁によろしく!（『月刊ドラゴンエイジ』2013年8月号[5] - 、既刊1巻）
- 金の彼女 銀の彼女（『月刊少年マガジン』2014年3月号[6] - 2018年5月号、全10巻）
- 双穹の支配者 この世の半分を支配する！ ハズレチートで異世界を救え!![7]（『月刊少年マガジン』2020年6月号[8] - 2022年4月号[9]、全3巻） - 連載開始時のタイトルは『双穹の支配者 〜異世界おっぱい無双伝〜』[8]
- ダメスキル【自動機能】が覚醒しました〜あれ、ギルドのスカウトの皆さん、俺を「いらない」って言ってませんでした？〜（原作：LA軍、作画：中島零、キャラクター原案：潮一葉、『マガジンポケット』[10]2021年9月7日[11] - 連載中、既刊5巻） - ネーム原案担当
- 念願の悪役令嬢（ラスボス）の身体を手に入れたぞ！（原作：羽田遼亮、作画：中島零、キャラクター原案：潮一葉、『マガジンポケット』2023年10月20日[3] - ） - ネーム＆構成担当[3]

### イラスト
- 蹴語（著：西尾維新）